# Taifa Baeza
De taifa Baeza was een emiraat (taifa) in de regio Andalusië in het zuiden van Spanje. De taifa kende een korte onafhankelijke periode van 1224 tot 1226. De stad Baeza (Arabisch: Bayyasa) was de hoofdplaats van de taifa. In november 1226 veroverde koning Ferdinand III van Castilië de taifa.

## Emir
Banu Abi Hafs
- Abd Allah al-Bayasi (El Baezano): 1224–1226
- Aan koninkrijk Castilië: 1226